# De dochter van de veldheer
De dochter van de veldheer (Frans: La fille de Vercingétorix) is het achtendertigste album uit de stripreeks Asterix. Het is het vierde album geschreven en getekend door de scenarist Jean-Yves Ferri en tekenaar Didier Conrad. De vertaling in het Nederlands is van Margreet van Muijlwijk. Het album is uitgekomen in oktober 2019, precies zestig jaar na dat de eerste Asterix verscheen in Pilote. In veel andere talen wordt het album vertaald in De dochter van Vercingetorix, echter koos men in het Nederlands voor een alternatieve titel omdat die beter zou aanslaan.

## Inhoud
Adrenaline is de rebelse tienerdochter van Vercingetorix, de leider van de Gallische Opstand tegen de Romeinen die bij Alesia werd verslagen. Op de vlucht voor Julius Caesar zoekt ze haar toevlucht in het dorpje van Asterix en Obelix. Ze verzet zich samen met Selfix, zoon van Hoefnix en Gambix, zoon van Kostunrix tegen de tradities.

## Personages
- Asterix
- Obelix
- Adrenaline, dochter van Vercingetorix. Naar het hormoon adrenaline.
- Selfix, zoon van Hoefnix. Naar de selfie.
- Gambix, zoon van Kostunrix. Naar de culinaire garnaal gamba, en best toepasselijk gezien het beroep van zijn ouders.
- Kalorinix, Arvernisch stamhoofd. Naar calorie, meer bepaald "zero calorieën".
- Monolitix, Arvernisch stamhoofd. Naar de rechtopstaande, vaak bewerkte steen monoliet.
- Comaserix, Biturgisch verrader, spion van Caesar. Naar "komma-serie"[bron?], ofte Comaserica dapsilis.[bron?]
- Nosferatus, paard van Comaserix. Naar een van de namen waaronder de vampier Dracula gekend is.
- Suffix, dorpsgenoot die de wacht houdt. Letterlijk 'aanhangsel (suffix)'.
- Pipappus, Romeins kapitein. Zijn naam is een woordspeling verwijzend naar pipa[bron?], maar kan ook geïnterpreteerd worden als verwijzend naar de "pippa-poep" van Pippa Middleton.[bron?]
- Ludwikamadeus, zoon van Pipappus. Zijn naam verwijst naar zowel Ludwig van Beethoven als de vader van Wolfgang Amadeus Mozart.
- Pacifix, zeeman, handelaar in bollen en bloemen. Zijn naam verwijst enerzijds naar de Stille Zuidzee ofte de Pacific[bron?], maar ook verwijzend naar pacifisme.[bron?] Gelet op zijn handelaarschap zeer toepasselijk.

## Trivia
Na 59 jaar veranderde het uiterlijk van Baba, de piraat. Zijn felle rode lippen werden vervangen door bruine lippen om meer politiek correct te zijn. Er was ook een nieuwe piraat die zijn uiterlijk duidelijk ontleende aan Charles Aznavour. Dit wordt in het volgende verhaal overigens bevestigd, waar de piraat eveneens aanwezig is en een nummer van de Frans-Armeense zanger neuriet.
Het is nog maar het derde album waarin de kinderen van de dorpelingen in beeld komen. In De roos en het zwaard komen ze ook even ter sprake. Daar hebben Hoefnix en zijn vrouw enkel nog maar een dochter, en is de zoon niet in beeld. In Asterix op Corsica gebeurde dat eveneens, als de kinderen krijgertje spelen alvorens ze bekvechten. De twee leidertjes zijn de zonen zijn van Hoefnix en Kostunrix.
Het is niet gekend of Vercingetorix kinderen had, laat staan dus een dochter.
Het is de tweede keer dat het onderwerp van jeugdige rebellie tegen de tradities in de strip in beeld komt. In Asterix en de Noormannen was dit al het geval met de neef van Heroïx, de Lutetiaanse belhamel Hippix. 